# ولاد نوال (أولاد نوال)
ولاد نوال هي إحدى مشيخات المملكة المغربية، تتبع جغرافيا لإقليم سيدي قاسم وإداريًا لأولاد نوال. يقدر عدد سكانها بـ 4982 نسمة حسب الإحصاء الرسمي للسكان والسكنى لسنة 2004.